# Montombraro
Montombraro (o Monteombraro) è una frazione del comune italiano di Zocca, nella provincia di Modena, in Emilia-Romagna.

## Storia
Il paese trae il suo toponimo dal latino Mons Umbrarius o Mons Umbrariis  variamente interpretato dagli storici nella sua etimologia come "Monte delle ombre", o "monte degli Umbri". Viene nominato per la prima volta in un contratto notarile di enfiteusi del 1100 e successivamente nel 1163 quando un certo Gerardo detto "Furigone", proprietario di molte terre della zona, lo cita nel suo testamento. Notizie più esaurienti risalgono al 1195 quando il paese viene descritto comprensivo di castrum e curia attraverso una vendita di beni intercorsa fra Adigerio da Bagno e il vescovo Egidio di Modena.
Montombraro nel periodo comunale visse a periodi alterni la turbolenza delle guerre di confine. Per ben due volte il castello venne preso e distrutto dai Bolognesi. Nei primi anni del 1200 fu rovinato una prima volta. In seguito, nel 1271, i bolognesi tornarono armati ad assediarlo, espugnandolo, nonostante il patto di pace effettuato nel 1249 in cui i modenesi avevano promesso di non rifabbricare più alcun castello sulla sponda destra del Panaro. Il Senato di Bologna mandò Anselmo da Tivoli, Capitano del Popolo con due "tribù" della città a rovinare il Castello di Montombraro, nonché le fortezze di Savignano, Montecorone e Montorsello. Tutti gli edifici fino al Monte del Termine vennero incendiati e saccheggiati
Montombraro fra il XIV e il XV secolo passò a fasi alterne sotto il potere di Modena e di Bologna. Nel 1308, sotto l'influenza modenese, fu riconsegnato ai bolognesi insieme a tutti i castelli posti sulla riva destra del Panaro, per il tramite del testamento di Azzo d'Este.  Dopo due anni, nel 1310 nello scontro fra i Guelfi di Manfredino Rastaldi e i Ghibellini di Guidinello Montecuccoli, prevalendo quest'ultimi, ritornò sotto il potere dei modenesi. Nel 1315 Bologna recuperò nuovamente il borgo mandando truppe armate in paese per cacciare dei banditi.  Nel 1319 si ebbe notizia di una cruenta esecuzione avvenuta per mano bolognese contro una banda di fuoriusciti nemici di Bologna rifugiatisi a Montombraro. Furono inviati 100 cavalli e 50 fanti, e dopo un'aspra azione, i malcapitati furono tagliati a pezzi ed altri impiccati a Roncadella, contrada di Montombraro prossima ai confini.  In seguito i bolognesi provvidero a rafforzare la sicurezza dei castelli confinari e tutti i fortilizi posti sotto il loro dominio; si sostituirono le guardie e si fecero nuove provvigioni di munizioni e di ripari.
Nel 1340 Montombraro risultò ancora una volta gravitante in area modenese poiché Obizzo d'Este nominò alcuni custodi nella torre. Tre anni prima i principali capi del Frignano, in quel periodo alleati con Bologna, si erano sottomessi al Marchese Obizzo.  Per cinquant'anni Montombraro rimase sotto Modena, fino al 1390, anno in cui secondo la Cronaca italiana di Bologna, si diede al Comune bolognese, che lo perse nel dicembre dello stesso anno ma recuperandolo anche in brevissimo tempo, procurando però ingenti danni agli abitanti che a causa di ciò vennero compensati con esazioni dalle tasse.
Fortificato nel 1391 dai bolognesi, Montombraro si assoggettò nuovamente agli Estensi nel 1392, ricevendo dal marchese Alberto alcune concessioni fra cui l'esenzione dalle tasse per un decennio, l'annullamento di quelle non pagate, e l'amnistia ai banditi. Da questo periodo in poi rimase sempre di appartenenza modenese.
Nel 1409 Niccolò III d'Este, cresciuto in profondo affetto con Uguccione de Contrari donò a quest'ultimo l'intero borgo insieme a Savignano, Montecorone e Montorsello  Uguccione unificò i 4 territori riunendoli in un'unica giurisdizione sotto la Podesteria di Savignano. I Contrari ressero la Podesteria per 166 anni, fino all'estinzione della loro dinastia. Durante il governo dei Contrari furono mantenuti in vigore gli Statuti di Modena, salvo alcune grida emanate direttamente. Secondo gli usi feudali la popolazione era soggetta, per le leggi sul vassallaggio, al giuramento di fedeltà al Dominus che veniva legalizzato attraverso un atto notarile, assegnando alla cerimonia sia un valore politico, sia un valore religioso-morale.  I Contrari governavano con leggi severe e rigide. Esisteva a Montombraro un Consiglio di reggenza rappresentato da alcuni capifamiglia eletti per sorteggio ogni anno, presieduto da un Massaro, la carica più rilevante, che deliberava sulle questioni interne, sui reati e sulle tasse. C'erano i Saltari, ufficiali di polizia rurali, vigilavano sulle campagne, sulle coltivazioni, gli orti e i boschi. Gli Estimatori, funzionari addetti alla misura dei danni, gli Arginieri per la manutenzione delle vie. Inoltre si eleggeva il Notaro o il Cancelliere e l'Avvocato consultore della Comunità. Si faceva anche la nomina di due guardie e del becchino.
Fra gli avvenimenti più importanti si ricorda un'epidemia di vajolo nel 1419, particolarmente virulenta soprattutto fra i giovani. Le rivalità e le risse con i luoghi confinanti, soprattutto con il bolognese, erano all'ordine del giorno connessi a fenomeni di banditismo e clandestinità, condizioni tipiche dei territori di confine.  Una miriade di documenti attesta l'atmosfera cupa e precaria dell'epoca, confermata anche da cronache storiche. Il Campori scrive "...nel 1480 è memoria di risse ed omicidii tra quelli di Montombraro e gli uomini di Samoggia che furono per suscitare una guerra tra il Duca e i bolognesi, e di assassini annidatisi in quel di Montombraro, i quali, perseguitati da fanti bolognesi usavano riparare a un luogo detto Tavernetolo presso un prete di colà".

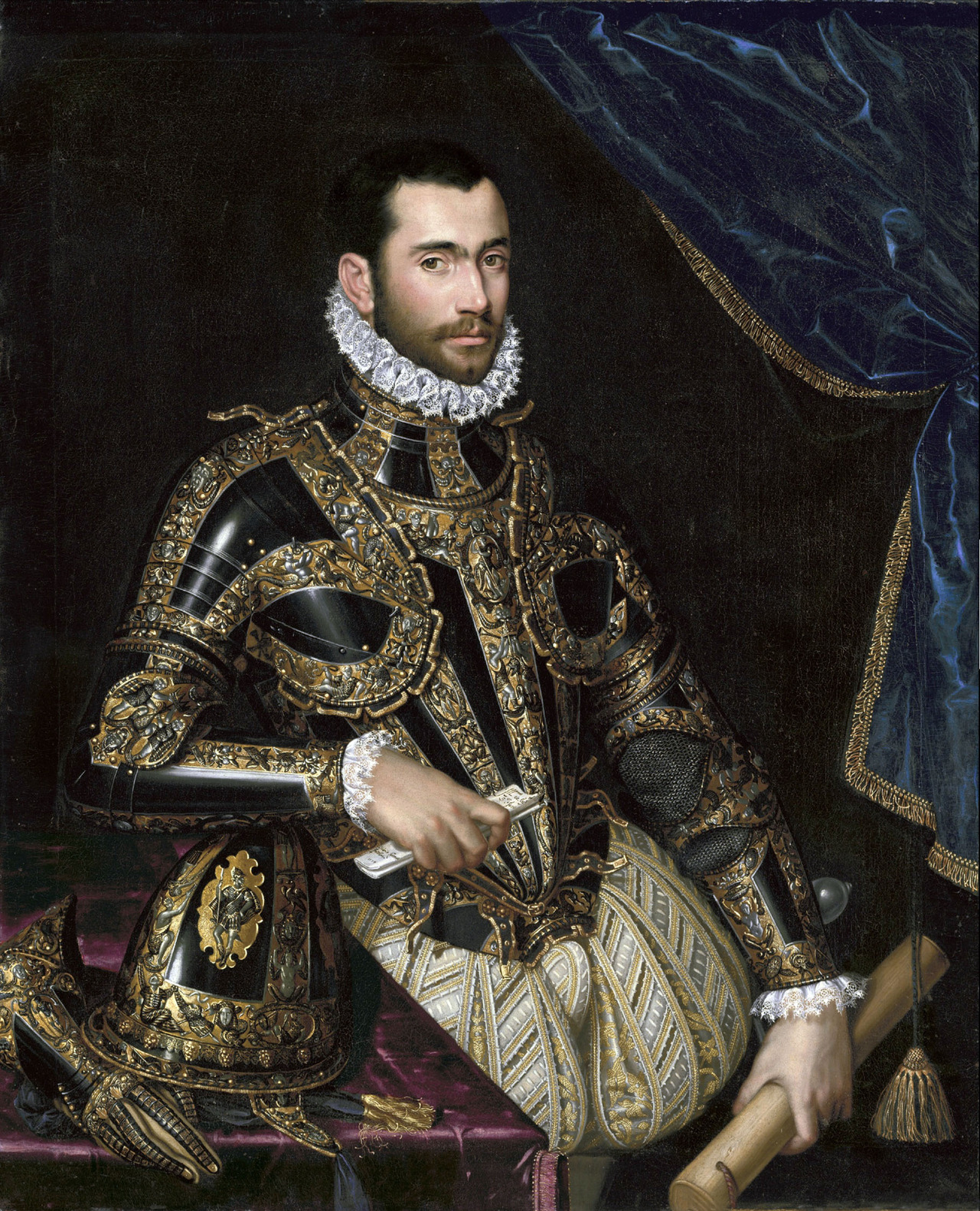
Ritratto di Giacomo Boncompagni

Con l'estinzione della Fam. dei Contrari avvenuta nel 1575, i territori da questi acquisiti rientrarono alla corte ducale e ritornarono per due anni in possesso degli Estensi, fino al 1577, anno in cui il Marchesato di Vignola cui apparteneva la Podesteria di Savignano con Montombraro, venne acquistato da Giacomo Boncompagni  per 70.000 scudi d'oro puro. Figlio legittimo e riconosciuto di Papa Gregorio XIII, nato prima della sua elezione alla massima carica pontificia. Il Boncompagni e i suoi discendenti ressero il Marchesato fino al 1796, quando con l'avvento della rivoluzione francese e l'occupazione napoleonica dell'Italia furono abiliti i feudi e sciolti gli antichi legami politico-territoriali in favore di un nuovo ordinamento soggetto alle leggi francesi. I Pepoli, discendenti dei Contrari in linea femminile, intentarono causa per non perdere i diritti acquisiti, causa che si protrasse per molti anni contro i Boncompagni per concludersi poi in un atto di pacificazione.
Nel 1616 furono introdotti nel Marchesato i nuovi statuti che regolavano l'amministrazione interna dei territori dipendenti, fra cui Montombraro.
Da registrare, sotto il dominio Boncompagni, due importanti date storiche per il paese. Verso la metà di giugno dell’anno 1613 Francesco, della casata dei Medici,File:Francesco Medici (1594-1614).jpg - Wikimedia Commons imparentato con il Duca di Modena Alfonso II, passò senza permesso d’entrata, con la soldatesca fiorentina attraverso il Ducato Estense per andare in appoggio a Ferdinando Gonzaga, Duca di Mantova impegnato nella guerra del Monferrato. Fu un avvenimento eclatante per Montombraro e per tutti i paesi confinari, poiché si trattava di una soldatesca innumerevole composta da circa 20.000 uomini, tanto che l'avvenimento venne riportato dai parroci di Ciano e Montecorone con dovizia di particolari. Per raggiungere Mantova il Medici sfidò le resistenze estensi, entrando a sorpresa nei territori fra Modena e Bologna, passando per il centro di Montombraro senza procurare danni. Accampatosi appena fuori dall'abitato i danni si mostrarono invece ingenti. Furono rovinati i raccolti, gli alberi e compiute azioni di saccheggio, seminando nella popolazione una grande paura.
L'altro funesto avvenimento fu la peste del 1630, quella manzoniana, che infestò tutta Italia, ma che a Montombraro decimò, fra luglio ed agosto, i due terzi della popolazione. Di 800 persone si contarono dopo l'epidemia solo 250 sopravvissuti. Preziose testimonianze scritte sul luttuoso evento furono lasciate dal capitano Ercole Aurelj, montombrarese doc, uomo d'arme al servizio del Boncompagni, che tenne la guardia nei due punti d'accesso al paese, al "Termine" e alla "Zingurlina" e che alla fine del contagio eresse, per un voto fatto alla Madonna, un oratorio detto Oratorio della Riva, ancor oggi esistente seppur ridotto a edicola. Dopo il terribile lutto, nel 1637 la Comunità di Montombraro inviò supplica al Duca Ugo Boncompagni di poter fare un mercato settimanale di lunedì, per tentare di “riabitare” il paese, supplica che venne concessa permettendo a Montombraro di ripartire.
Il 1700 fu un secolo abbastanza innovativo per il paese. Fu eretta l'Opera Pia delle Scuole San Carlo e l'Oratorio di San Pellegrino detto anche "degli Erbolani ".

### Curiosità storiche
- Anno 1299: un certo Pietro da Montombraro[19] fu condotto in giudizio ed interrogato dalla Santa Inquisizione di Modena per deporre la sua testimonianza circa le ragioni per le quali i "Poveri di Cristo o minimi" ritenessero lecito e non peccaminoso palpeggiare in assenza di matrimonio il corpo nudo altrui. Lo stesso Pietro pur dichiarandosi un Povero di Cristo si dichiarò però contrario a questa forma di peccato condannata dalla Chiesa. Di questo personaggio si sa che viveva mendicando, senza fissa dimora, ospitato in vari luoghi fra cui l'hospitale. Questo riferimento riconduce all'esistenza dell'hospitale ubicato secondo le antiche carte[20] presso l'ecclesia di Santa Maria di Roncadella, nel rione orientale di Montombraro.
- Anno 1409: descrizione del Castello di Montombraro: tratto dall'atto di donazione del duca  Niccolò III ad Uguccione dei Contrari[10] con toponimi dei confini. (libera traduzione dal latino): "Castrum Montis Ombrarij è posto sopra il monte, con le case degli uomini disposte intorno a circolo (circumcirca) per mezzo di una via che circonda tutto il castrum, sopra il quale è una rocca con torri, muro fortificato e fosso (vallata foveo) nella parte inferiore del castrum, con in fondo al borgo una porta di accesso, il cui territorio confina e si estende: per primo a levante col Comune di Samoggia fino alla borra del Lovo e da qui al Monte del Termine e col Comune di Savigno fino al luogo detto Pozolo della Sponzola e col Comune di Monte Tortore fino al luogo detto la Selva. Secondo, a mezzogiorno e occidente col Comune di Monte Corone fino al luogo detto Puzolo dei Lupi e altri vari luoghi fino al lago detto di Chacume che si estende fino al Comune di Monte Orsello. Terzo e quarto, a settentrione col Comune di Ciano fino al luogo detto Pietra Cavallaria e da qui fino alla Borra del Lovo".
- Anno 1676: si ha notizia di come una volta all'anno, nel giorno 14 febbraio, il Governatore di Vignola radunasse tutti gli uomini del Marchesato atti alle armi, compresi gli uomini di Montombraro, nel cortile della Rocca per andare a caccia dei molti lupi che infestavano la zona, in particolare i boschi di Verdeta "con sommo danno degli animali domestici e molto più dei putti (bambini)".[21]
- Anno 1688:  il capitano Claudio Erbolani di Montombraro ottenne la licenza di conduttore del servizio dell'acquavite e del tabacco per la città di Sassuolo, servendo la maggior parte dell'alta Montagna modenese sino ai confini di Lucca e del bolognese. Risale a quest'anno la richiesta espressa dall'Erbolani al Duca di Modena per concedere licenza al fratello Francesco e al suo subconduttore, della detenzione delle armi da fuoco in difesa delle loro vite.[22]
- Anno 1689:  nel clima di profonda religiosità dell'epoca, fu rialzata una gran Croce di legno sul Monte del Termine[23] in omaggio a Gesù Redentore in concomitanza con la Parrocchia di S.Biagio di Savigno e fu portata da Bologna la statua della Vergine del Rosario, ad opera dei sacerdoti di Montombraro,  l'Arciprete Don Pietro Bernardi, Don Sebastiano e Don Baldassarre Odorici che tornando da Assisi prelevarono la statua commissionata e s'incontrarono processionalmente con tutta la popolazione montombrarese proprio sulla sommità del Termine, ove la statua venne benedetta. L'antico manoscritto narra di come "benché fosse giorno feriale v'intravvenne d'ogni contorno un popolo numeroso".[24]

## Monumenti e luoghi d'interesse

### Architetture religiose
La chiesa vecchia
Fin dal XII secolo era l'unica chiesa esistente a Montombraro titolata Sancti Salvatoris. Tale parrocchiale è stata erroneamente ascritta dai contemporanei al periodo tardo trecentesco (epoca in cui fu invece presumibilmente solo ristrutturata). La sua esistenza era invece già nota nel 1195, come citato dal Tiraboschi e compare inoltre in una lista notarile di pievi censite nel 1291 sul famoso Liber Decimarum  (libro delle decime) della Santa Sede. In quell'epoca risultava aggregata, insieme ad altre sei parrocchie della zona, alla chiesa madre di Ciano, Plebs de Ciliano. È indicata nel codice del Vescovado fra quelle che pagavano un annuo canone di cera.
I primi documenti pastorali imposti dalle norme del Concilio di Trento registrano la situazione al 1552 della chiesa di Montombraro e del suo popolo. La relazione del vescovo Foscarari riporta una popolazione di 350 anime, tutti confessi e comunicati, sufficientemente obbedienti nelle feste comandate; in relazione alla chiesa il vescovo nomina l'esistenza della confraternita del Corpo di Nostro Signore Gesù Cristo governata da propri capitoli, e attesta la presenza di due altari entrambi dedicati al culto mariano retti da benefici separati. Un altare dedicato alla Beata Vergine dei Fontaneti, tramite un beneficio amministrato da un'antica famiglia di Montombraro (i Fontaneti)  e l'altro, dedicato sempre alla Vergine, sotto il beneficio della famiglia Dall'Ara, di Vignola. La chiesa aveva un'entrata pari ad un reddito di venti ducatoni . Si apprende anche di un hospitale dal reddito di tre scudi per la cura degli anziani del paese e dei pellegrini, soggetto alla vigilanza di quattro uomini reggenti la Comunità di Montombraro.
La chiesa nuova
Sul finire del XVI secolo l'antica parrocchiale decadde dal suo ruolo primario trasformandosi in oratorio dedicato alla Beata Vergine del Carmine (o Carmelo) mentre veniva eretta la nuova chiesa, proprio accanto ad essa, che ne acquisiva anche il titolo di San Salvatore. La nuova costruzione si era resa necessaria non solo per la vetustà dell'edificio originario ma anche per un cedimento del terreno che la rovinò parzialmente. La chiesa nuova nel 1611 era pressoché terminata e al contempo parte dell'impianto castellano, ivi compreso nella stessa area, era stato smantellato utilizzando i materiali e le pietre, come molti parroci succedutisi a Montombraro ipotizzano e scrivono nei loro manoscritti, per la creazione della nuova sede di culto.
Il paese con l'antico impianto castellano fu rappresentato nel 1580 nelle cartografie delle Gallerie Vaticane da Ignazio Danti. Prima del XVII secolo il borgo si presentava con cinque torri castellane, le mura fortificate, una sola porta d'ingresso e l'antica parrocchiale. Il disegno dell'antico castello di Montombraro compare nei due affreschi del Ferrariae Ducatus e della Ditio Bononiensis. La Galleria delle sale geografiche è considerata un documento prezioso e importantissimo della geografia e della cartografia del Cinquecento. Sull'antica cartografia di Montombraro si rimanda anche alla mappa del Balugola del 1571, e del Pasi, nonché alle note del Ghirardacci che nella sua Historia descrive questo castello "fortissimo" esaltandone la posizione arroccata sopra un "precipitio spaventevole".
Maestà della Riva.
Si tratta dell'oratorio della Riva, fatta erigere dal Capitano Aurelj nel 1630 dopo la gravissima epidemia di peste che infierì a Montombraro portandosi via anche sua figlia Marta. L'Aurelj in segno di devozione alla Madonna e ai Santi Rocco e Sebastiano volle con quest'opera creare un luogo di culto per onorare le anime di tutti i morti di peste e rinnovarne il ricordo. L'oratorio era molto più grande di quanto lo sia oggi, fu benedetto e visitato nel 1635 dal vescovo Alessandro Rangoni, godeva di indulgenza plenaria e fu luogo di processioni importanti, secondo quanto riportato dalle cronache dell'Aurelj.

### Architetture civili
- Torre campanaria: si tratta dell'antico residuo di una torre castellana. In seguito ad una libera ricostruzione, mostra la tipica merlatura delle torri ghibelline (a coda di rondine), ma nella cartografia del Danti il tetto era a 4 falde. Sotto il dominio dei Contrari e del Boncompagni questa antica torre accolse le maestranze del governo della Podesteria di Savignano, dalla cui giurisdizione dipendeva. Era gestita con un contratto a livello rinnovabile ogni 29 anni, dal Consiglio di reggenza della Comunità di Montombraro.
- Casa Erbolani: tra le dimore gentilizie più importanti del paese, prese il nome dalla famiglia Erbolani. Di stile quattrocentesco si presentava in passato come una casatorre a corte murata. Nel 1578 fu uno degli alloggiamenti delle milizie preposti alla guardia del paese e dei confini.
- Oratorio di San Pellegrino detto anche "degli Erbolani"[18]: è annesso a Casa Erbolani, fu costruito in onore di San Pellegrino in Alpe per volere della Famiglia da cui trasse le origini. Pellegrino fu anche il nome di vari discendenti di questa casata. Si ha notizia dell'Oratorio a partire dai primi del 1700. Oggi è sconsacrato e adibito ad uso civile.
- Opera Pia delle Scuole San Carlo: nata nel 1714 per volere di tre sacerdoti con l'intenzione di istituire in Montombraro un piccolo centro d'istruzione raccogliendo essenzialmente i fanciulli del paese e di Montecorone. Venendo a mancare le premesse disposte dai fondatori, nel corso dei secoli l'Istituto funzionò a periodi alterni affrontando conflittualità ereditarie, poi verso la metà del 1900 divenne statale.

### Altro
- il castagno secolare[28][29]

## Sport
A Montombraro ha sede la società calcistica U.S. Monteombraro, fondata nel 1929, che milita nel campionato di Promozione.